# Beaverdam (Nevada)
Beaverdam é uma região censitária no condado de Lincoln , estado do Nevada, nos Estados Unidos. Segundo o censo realizado em 2010, a referida região censitária tinha uma população de 44 habitantes. 

## Geografia
Beaverdam fica localizado no vale de Meadow, a leste da U.S. Route 93, a 14 quilómetros de Panaca e  a cerca de 10 quilómetros de Caliente.
De acordo com o U.S. Census Bureau, a região censitária de  Beaverdam CDP tem uma superfície de 10,0 km2, todos de terra.